# Таласократон

Океанічні області

Таласократон (рос. талассократон, англ. thalassocraton, нім. Thalassokraton n) – тектонічно стійка, малорухлива область ложа океанів, в межах якої розвинені абісальні рівнини. Практично асейсмічна. Розвиток Т. пов’язаний з формуванням базальтового і осадового шарів земної кори, а також з дислокаціями, які ведуть до дроблення Т. на таласоплени (монократони) і системи структурних піднять – океанічні вали, океанічні хребти та серединно-океанічні хребти. 
Таласократони цікаві в мінералогічному плані. Великі простори дна океанів, особливо Тихого, покриті (до дек. кг на м2) залізо-марганцевими конкреціями, що мають 5-10 см в діаметрі. Крім Fe i Mn (сукупно до 25%), вони містять по 0, 5% Со, Ni і Cu.